# 徳島県道238号川島西麻植停車場線
徳島県道238号川島西麻植停車場線（とくしまけんどう238ごう かわしまにしおえていしゃじょうせん）は、徳島県吉野川市を通る一般県道である。

## 概要
吉野川市川島町桑村から吉野川市鴨島町西麻植に至る。

### 路線データ
- 起点：吉野川市川島町桑村（徳島県道43号神山川島線交点）
- 終点：吉野川市鴨島町西麻植（JR四国徳島線 西麻植駅前）
- 総延長：3.316 km[1]

## 歴史
- 1995年（平成7年）4月1日 - それまでの徳島県道238号敷地西麻植停車場線を廃止し起点を変更、同路線番号で認定。

## 地理

### 通過する自治体
- 徳島県
  - 吉野川市

### 交差する道路
| 交差する道路              | 市町村名     | 交差する場所       | 交差する場所 |
| ------------------------- | ------------ | ------------------ | ------------ |
| 徳島県道43号神山川島線    | 川島町桑村   | 起点               |              |
| 徳島県道240号西麻植下浦線 | 鴨島町西麻植 |                    |              |
| 国道192号                 | 鴨島町西麻植 | 鴨島町西麻植交差点 |              |

### 沿線
- 徳島県立川島中学校・高等学校（起点付近）
- 徳島県立鴨島支援学校
- 国立病院機構徳島病院
- 吉野川市立西麻植小学校
- JR四国徳島線 西麻植駅